# Tigrajská lidově osvobozenecká fronta
Tigrajská lidově osvobozenecká fronta (anglicky Tigrayan People's Liberation Front, TPLF) je jedna z mnoha etnických politických stran v Etiopii, které tvoří vládní koalici EPRDF. Původně osvobozenecká fronta TPLF a nyní politická strana s mohutnou základnou, která vládne Etiopii.

## TPLF

Vlajka TPLF

Tigrajská lidově osvobozenecká fronta (Tigrayan People’s Liberation Front) je politická strana v Etiopii, která taky často bývá hanlivě nazývána Woyane nebo Weyane. TPLF je součástí EPRDF (Etiopská lidově revoluční demokratická fronta), což je aliance 4 politických skupin, které v roce 2000 dohromady zastávaly 472 křesel z celkového počtu 527 křesel ve House of People’s Representatives. Výsledky posledních parlamentních voleb konaných 15. května 2005, ve kterých EPRDF potvrdilo své vedoucí postavení, však nebyly akceptovány opoziční Koalicí za jednotu a demokracii, která v reakci na výsledky voleb následně nabádala mládež a studenty k provádění nepokojů a občanské neposlušnosti. Během těchto občanských bouří zahynulo 193 Etiopanů, včetně civilistů a příslušníků policie. Následně byli nejradikálnější členové Koalice za jednotu a demokracii, kteří nejvíce podněcovali k nepokojům, uvězněni a soudní řízení s nimi stále[kdy?] probíhá.

## Tigrajská národní organizace

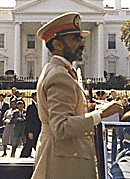
Haile Selassie I.

Dne 14. září 1974 byla založena Tigrajská národní organizace (Tigrayan National Organization, TNO), o jejíž založení se postarala skupinka 7 tigrajských studentů z university v hlavním městě Etiopie v Addis Abeba. Zakladateli byli Zeru Gessese (Agazi), Fantahun Zeratsion (Giday), Mulugeta Hagos (Asfeha), Ambay Mesfine (Seyoum), Alemseged Mengesha (Hailu), Amha Tsehaye (Abay) a Berihu. Tigrajská národní organizace psala tajné články a uskutečňovala propagandu mezi lidmi. Hlavní strategií TNO bylo vytvoření demokratické Etiopie, ve které by byl všechny národnosti respektovány, a dále TNO hlásala, že vnitrozemské národní ozbrojené boje by měly být vedeny z venkovských oblastí směrem do městských oblastí. Během roku 1974 se TNO stávala stále oblíbenější a již hrála velmi důležitou roli v mobilizaci Tigrajců. Až do roku 1975 byla Etiopie císařstvím, to se ovšem v roce 1975 změnilo, když byl poslední císař Haile Selassie I. svržen vojenskou juntou zvanou Derg a byla nastolena levicově socialistická vláda. V tomto okamžiku začíná TNO tvrdit, že je nezbytně nutné i za použití násilí odstranit tento nový režim. TNO měla kontakty s mnoha radikálními Tigrajci, což jí umožnilo je shromáždit a mohlo tak v únoru roku 1975 dojít k transformaci Tigrajské národní organizace na ozbrojenou Tigrajskou lidově osvobozeneckou frontu.

## Počátky TPLF
TPLF byla zpočátku malou partyzánskou skupinou v severní oblasti Etiopie, jejíž členové neměli žádný vojenský výcvik, ale nakonec se z ní vyrostlo jádro etiopského hnutí. Původně to bylo etno-nacionální hnutí, jejímž cílem bylo zabezpečit právo na sebeurčení Tigraje. V roce 1975 byla po vytvoření politických a ozbrojených příprav založena první vojenská základna v Dededit v Tigraji. Dedebit se tak stalo počátečním místem a základnou TPLF. Dle povstalce Aregawi který nyní žije v exilu v Nizozemsku tvrdí, že TPLF by byla brzy odsouzena ke zkáze, nebýt mentora Gessesewa Ayele. Tento člen etipského parlamentu zvaný „Sehul“ byl totiž velmi respektován staršími Tigrajci a měl rozsáhlé osobní kontakty v Západní Tigraji, které umožnili podporovat malé skupiny před shiftas (banditi). TPLF podniklo 5. srpna 1975 nájezd na věznici v Shire, ve které osvobodili soudruha Mehari Tekle a dalších 60 vězňů. O měsíc později vyloupili banku v Aksúmu, přičemž zabili 4 příslušníky policie a odcizili na 84 tisíc USD a značnou část zbraní a střeliva. Při tomto útoku byl zraněn jeden bojovník TPLF.

## Vývoj od roku 1989
TPLF je organizována s ústředním výborem a politbyrem. Došlo k rozdělení TPLF do 4 regionálních organizací, z nichž 3 jsou v Tigraji a jedna je mimo něj. Každý z regionů má v Politbyru své zástupce, kteří koordinují svou činnost. V roce 1989 došlo ke spojení TPLF s Etiopským lidově demokratickým hnutím, což mělo za následek vznik aliance EPRDF. Hlásala boj proti utlačování lidí všech národností. V roce 1991 se EPRDF podařilo svrhnout režim a převzít moc nad etiopskou vládou. Po tomto úspěchu došlo ke zhroucení komunismu v Albánii a ubylo odkazů na marxismus-leninismus.

## Ideologie a vize TPLF
Ideologie Tigrajské lidově osvobozenecké fronty je založena na paradigmatu revoluční demokracie. Koncept této ideologie se dá chápat jako kombinace afrického nacionalismu, leninismu (stalinismu), Maoismu a hodžovského albánského komunismu. TPLF má vizi o vytvoření nezávislé samostatné Tigrajské republiky, která je oddělená od Etiopie právě od jejího založení TPLF roku 1975. Ačkoliv je TPLF vyčítáno, že si své vysoké postavení vymohlo silou, TPLF toto tvrzení odmítá a svou vizi nikdy neopouští.

## Protivládní skupiny v Tigraji
Mezi 3 rivalitní protivládní skupiny v Tigraji patřily Etiopská demokratická unie (Ethiopian Democratic Union, EDU), obvykle označována jako promonarchistická skupina, pod vedením Ras Mangesha Seyoum. Dále pak Tigrajská osvobozenecká fronta (The Tigray Liberation Front, TLF) pod vedením Yohannes Tekle Haymanot, která obhajovala tigrajskou nezávislost . A nakonec Etiopská lidově revoluční strana (Ethiopian People’s Revolution Party, EPRP). TPLF se snažili naverbovat každou skupinu k určité formě taktického spojenectví, ovšem byli zklamáni. První skupinou, kterou bylo zapotřebí odstranit, byla TLF, jež byla v listopadu 1975 rozdělena do 3 frakcí a po vyšetřováni byli dva vrcholní lídři popraveni za zločiny proti svým vlastním kolegům. Dalším bylo EDU. Po sérii několika divokých bitev, které byly náročné personálně i materiálně, se TPLF uchýlilo k partyzánské válce a konečně byli v bitvě u Quinat-Arbaete vyhnáni ze Západní Tigraje. Posledním bylo EPRP a zde se vedou spory, kdo udělal první výstřel. V každém případě EPRP zaútočili 23. února 1978 na TPLF a nutili je k evakuaci provincie. TPLF podnikla rázný protiútok a bojovníci EPRP se museli stáhnout zpět do Mount Asimba a převážná část poražené EPRP uprchla do svatyně eritrejské osvobozenecké fronty.

## Vedení TPLF

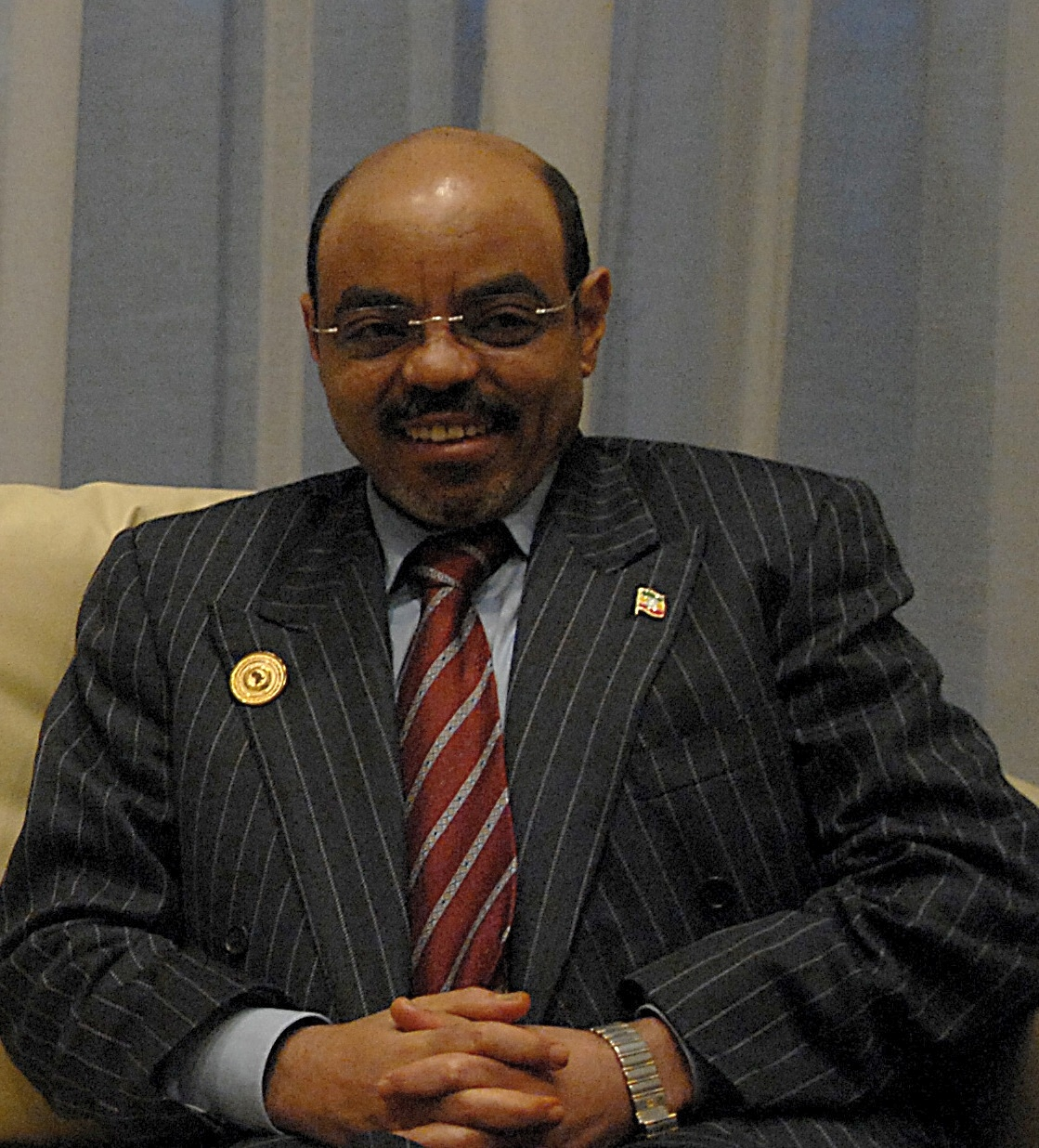
Meles Zenawi

Vedení TPLF se skládá výhradně z Tigrajců, a to převážně z města Adwa. Aktuální[kdy?] členové politbyra jsou:
- Meles Zenawi, předseda
- Seyoum Mesfin, místopředseda
- Arkebe Equbay, člen politbyra
- Abay Tsehaye, člen politbyra
- Abadi Zemo, člen politbyra
- Abay Woldu, člen politbyra
- Haleka Tsegay Berhe, člen politbyra
- Sibhat Nega, člen politbyra
- Tewodros Hagos, člen politbyra
- Tedros Adhanom, člen politbyra